# Kelly Johnson (attore)
Kelly Johnson (...) è un attore neozelandese.

## Biografia
Ha iniziato l'attività da diciottenne nelle file del "Auckland's Theatre Corporate".
È stato successivamente protagonista nel film neozelandese Goodbye Pork Pie. Questo successo gli ha procurato molta fama ma, legandolo al ruolo di teppistello così ben interpretato, lo ha frustrato precludendogli altri ruoli che gli sarebbero interessati. Hanno fatto seguito comunque altre partecipazioni in film come Carry Me Back, Bad Blood, Battletruck e Utu.
La sua vita ha avuto una svolta quando ha incontrato la sua partner, Jan Fisher, durante l'interpretazione di una coppia di sposi con problemi al Downstage Theatre di Wellington.
Dopo quell'incontro i due hanno passato diversi anni in Giappone insegnando inglese prima di tornare in Nuova Zelanda per gli studi di legge di Johnson.
Johnson ha intrapreso la carriera di avvocato in quanto, per sua ammissione, «Ho una famiglia e un mutuo» e «Mi manca la creatività di un ruolo in un film, ma non sento la mancanza dell'incertezza di un lavoro».
Ma aggiunge anche «La comunicazione è lo strumento principale. Quando ci pensi, tutto quello che stai usando sono parole. Nella recitazione sei solo responsabile di te stesso, se fai una cattiva prestazione puoi sempre fare altro, ma se compari in tribunale per qualcuno e fai un cattivo lavoro, potresti pregiudicare la sua libertà».
Ha recitato ancora ospite in occasionali ruoli, come in Shortland Street e Maddigan’s Quest.
Nel commento per il DVD rilasciato dalla SHOUT!FACTORY di Battletruck (Destructors), il regista Harley Cokeliss dice che «Johnson è diventato un avvocato in Nuova Zelanda dopo una parentesi come attore».

## Filmografia

### Cinema
- La banda Blondini (Goodbye Pork Pie), regia di Geoff Murphy (1980)

- Bad Blood, regia di Mike Newell (1981)
- Destructors (Warlords of the 21st Century), regia di Harley Cokeliss (1982)
- Carry Me Back, regia di John Reid (1982)
- Il massacro dei Maori (Utu), regia di Geoff Murphy (1983)
- The Bar, regia di Dorthe Scheffmann - cortometraggio (1997)
- Spooked, regia di Geoff Murphy (2004)
- Flat Life, regia di James Atkins e Kris Atkins (2008)

### Televisione
- One of those Blighters, regia di Lynton Butler – film TV (1982) - (segmento "Came a Hot Friday")
- Hang on a Minute Mate!, regia di Alan Lindsay – film TV (1982)
- Seekers – serie TV, episodi 1x02-1x12 (1986)
- Bordertown – serie TV, episodi 2x20 (1990)
- Neon Rider – serie TV, episodi 1x05 (1990)
- The Ray Bradbury Theater – serie TV, episodi 6x10 (1992)
- Maddigan's Quest – serie TV, episodi 1x08 (2006)